# Ladegeschirr

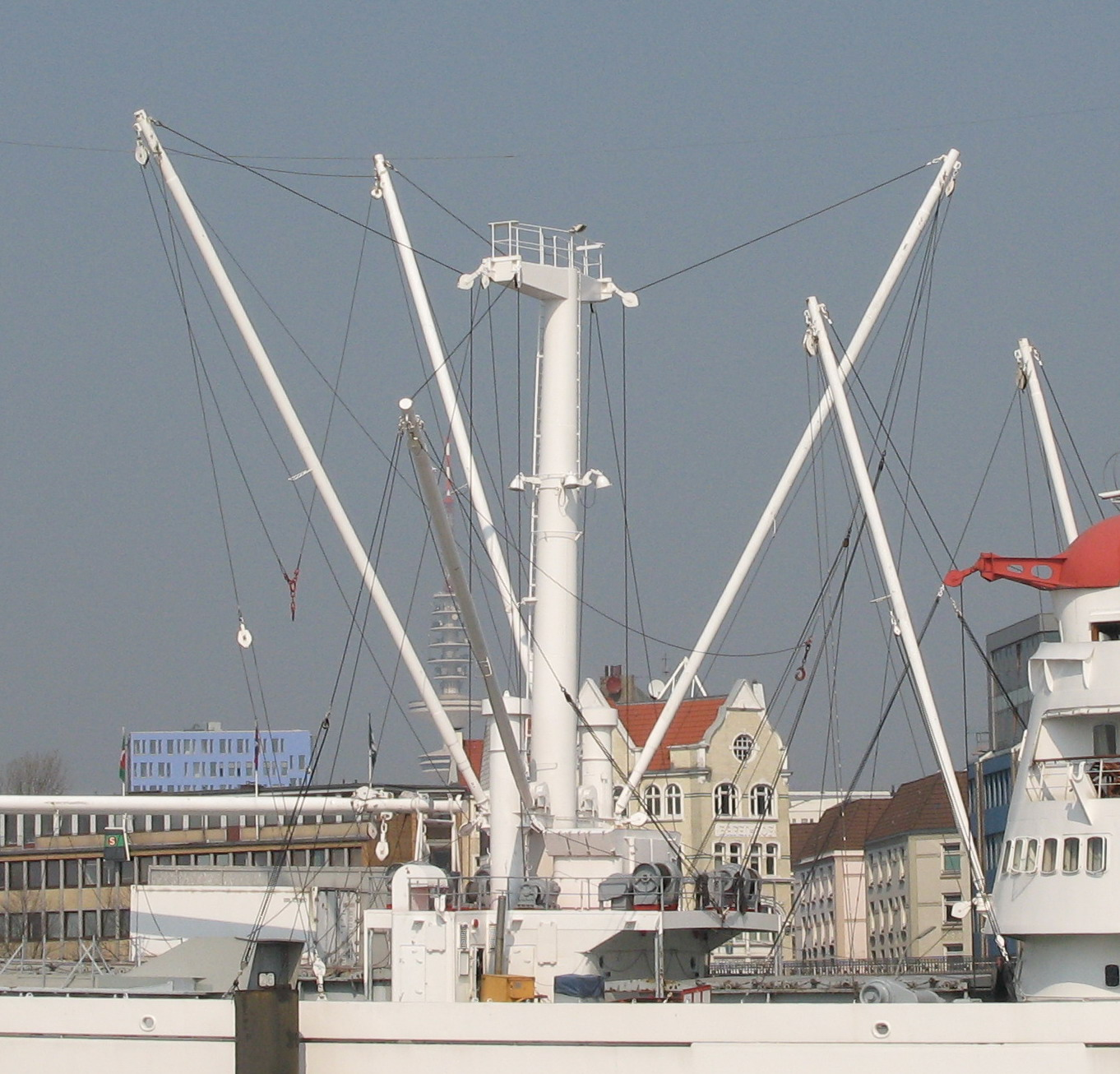
Ladebäume der Cap San Diego

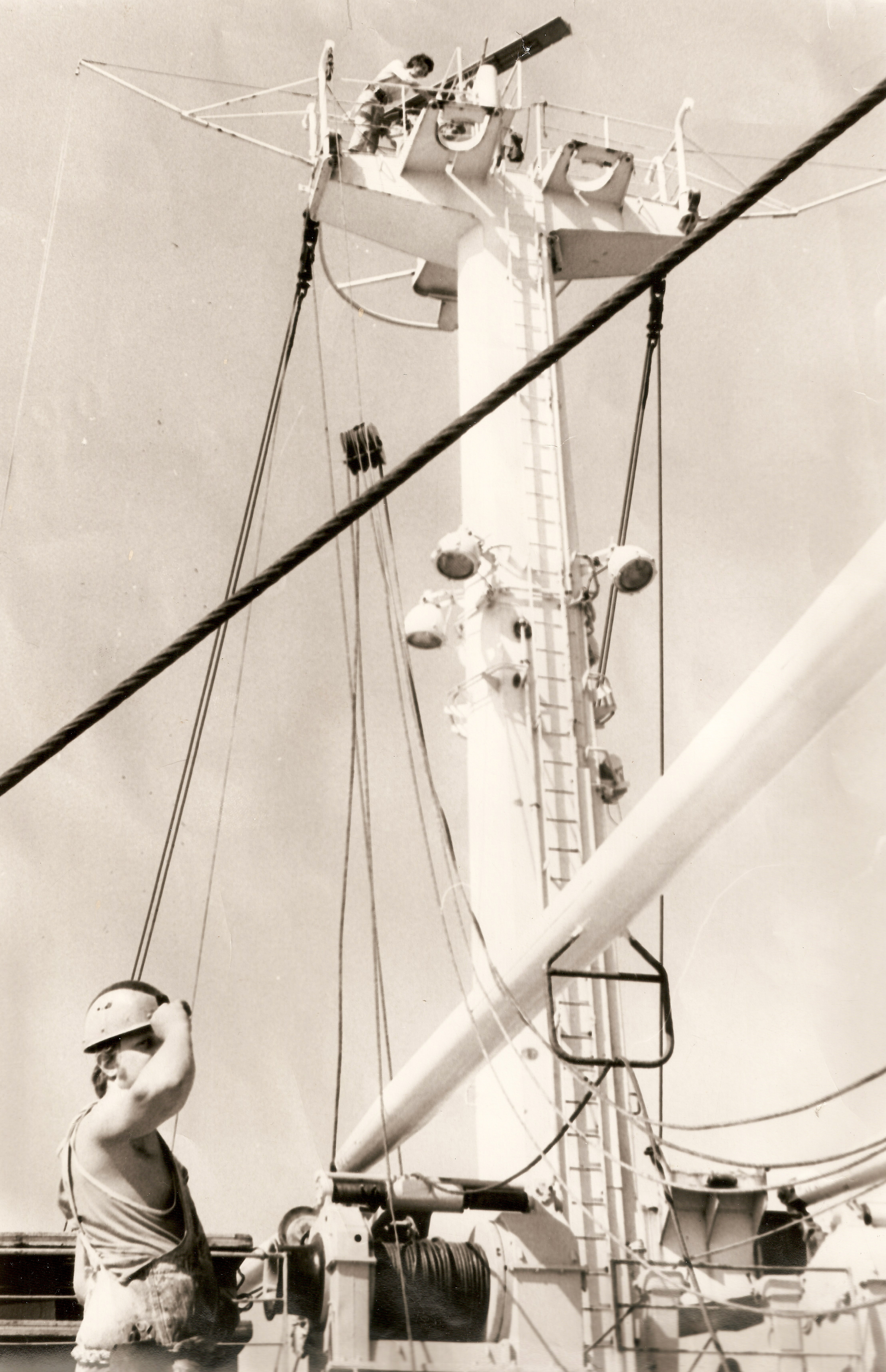
Arbeiten an einem Ladegeschirr des Frachtschiffes Quedlinburg

Als Ladegeschirr (ⓘ) eines Schiffes  bezeichnet man die Gesamtheit der bordeigenen Ladungsumschlageinrichtungen an Deck, die bis in die 1970er Jahre zum Laden und Löschen konventioneller Stück- und Sackgutladung bei Stückgutschiffen üblich waren (d. h. bevor die Container aufkamen).
Meist befanden sich mittig zwischen Vorschiffaufbau (Back) und dem großen Deckshaus mit Kommandobrücke mittschiffs ein oder zwei Schiffsmasten sowie zwischen großem und hinterem Deckshaus ein weiterer Mast. Jeder Mast besaß im unteren Bereich kleine Deckshäuser zur Aufnahme der elektrischen Einrichtung und als Dach schwere verschweißte Stahlplatten zur Aufnahme der Ladewinden selbst sowie im unteren Bereich zwei bewegliche Ladebäume, welche über Seile und Blöcke durch die Winden bewegt wurden. Jeder Ladebaum bediente einen Bereich von der Ladeluke bis an die Pier oder auf der Seeseite bis zum nächsten Schiff, um die Beladung und Entladung zu ermöglichen.
Besser ausgerüstete Schiffe hatten bis zu vier Bäume pro Mast. Jeweils zwei davon arbeiteten zusammen, indem einer über dem Schiff, der andere über der Pier positioniert wurde. Der zum Heißen der Ladung benutzte Draht von jedem Baum war an einem gemeinsamen Kranhaken befestigt, sodass die Bäume während des Ladens oder Löschens nicht bewegt werden mussten, die Ladung wurde durch Fieren des einen und Holen des anderen Drahtes vom Schiff zum Land oder umgekehrt geschwungen. 
Zum Ladegeschirr eines Schiffes gehörten also: Drähte (Seile), Blöcke, Kranhaken, Winden (Dampf oder elektrisch), Bedienungsschalter für die Winden, Stroppen (kurze Drähte mit beidseitigen Augen), Schäkel usw.
Einige Schiffe hatten noch zusätzlich Schwergutbäume, beispielsweise zum Anheben von Lokomotiven (siehe auch Schwergutgeschirr). 
Hat ein modernes Schiff heute eigene Lade- und Entladeeinrichtungen, so sind es oft komplette Schiffskräne oder Portalkräne wie bei einigen Containerschiffen oder anspruchsvollen Holzfrachtern. Auch Binnenfrachtschiffen haben einen (hier klappbaren) Schiffskran, der allerdings nicht für den Ladungsumschlag geeignet ist, sondern für die Übernahme von Materialien oder um die Pkw der Besatzung an bzw. von Bord zu heben genutzt wird.